# ボライソーシリーズ
『ボライソーシリーズ』（Richard Bolitho series）は、アレグザンダー・ケント（1924年 - 2017年）著の、架空のイギリス海軍士官リチャード・ボライソーの活躍を描いた海洋冒険小説のシリーズ。日本ではハヤカワ文庫より「海の勇士 リチャード・ボライソー」として出版されている。翻訳は高橋泰邦。

## 概要
アメリカ独立戦争やナポレオン戦争、米英戦争を舞台にしたイギリス海軍の模様を克明な描写で描いている。

## 著者について
著者名であるアレグザンダー・ケントは、第二次世界大戦物の戦記小説の著作があるダグラス・リーマン (Douglas_Reeman) が海洋冒険小説を執筆する際に用いている筆名である。

## 主な登場人物
リチャード・ボライソー
主人公。1756年、イングランド南西部、コーンウォール州ファルマスに海軍一家の次男として生まれる。1768年海軍入隊、1772年戦列艦ゴルゴン号乗組、後に勅任艦長。最終ランクは海軍大将。
トマス・ヘリック
ボライソーの親友。初登場ではボライソー艦長の三等海尉、副長、後にボライソーの旗艦艦長。最終ランクは海軍少将。
ジョン・オールデー
ボライソーの艇長。ボライソーの最も忠実な部下。
バレンタイン・キーン
ボライソー艦長の士官候補生、後に勅任艦長。ヘリックに続くボライソーの旗艦艦長。最終ランクは海軍中将。
ジョン・ニール
ボライソー艦長の士官候補生、後に勅任艦長。
フランシス・インチ
ボライソー艦長の海尉、後に勅任艦長。
ヒュー・ボライソー
英国海軍海尉。リチャードの兄。賭博のトラブルがもとでイギリス海軍を脱走し、アメリカ革命戦争でアメリカ側で戦う。
アダム・パスコー
ボライソーの甥でヒューの息子。後にアダム・ボライソーと改名。リチャード・ボライソー艦長の士官候補生として海軍入隊、後に勅任艦長。リチャード戦死後のシリーズの主人公。
ジェームズ・タイアック
英国海軍海尉艦長、後にリチャード・ボライソーの旗艦艦長。

## 作品一覧
ハヤカワ文庫のシリーズ順は執筆順ではなく小説の年代順になっている。
| 1. 1772 - Richard Bolitho, Midshipman (1975) 2. 1773 - Midshipman Bolitho and the 'Avenger' (1978) 3. 1774 - Band Of Brothers (2006) 4. 1774 - Stand Into Danger (1980) 5. 1777 - In Gallant Company (1977) 6. 1778 - Sloop Of War (1972) 7. 1782 - To Glory We Steer (1968) 8. 1784 - Command a King's Ship (1973) 9. 1789 - Passage To Mutiny (1976) 10. 1792 - With All Despatch (1988) 11. 1793 - Form Line of Battle! (1969) 12. 1794 - Enemy In Sight! (1970) 13. 1797 - Flag Captain (1971) 14. 1798 - Signal - Close Action! (1974) 15. 1800 - The Inshore Squadron (1977) 16. 1801 - A Tradition Of Victory (1981) 17. 1802 - Success To The Brave (1983) 18. 1803 - Colours Aloft! (1986) 19. 1804 - Honour This Day (1987) 20. 1806 - The Only Victor (1990) 21. 1808 - Beyond The Reef (1992) 22. 1809 - The Darkening Sea (1993) 23. 1811 - For My Country's Freedom (1995) 24. 1813 - Cross Of St. George (1996) 25. 1814 - Sword of Honour (1998) 26. 1815 - Second to None (1999) 27. 1815 - Relentless Pursuit (2001) 28. 1817 - Man of War (2003) 29. 1818 - Heart of Oak (2007) 30. 1819 - In the King's Name (2011) - 以上英語版 | 1. 『若き獅子の船出』 ISBN 978-4150402150（1980年1月） 2. 『革命の海』 ISBN 978-4150402310（1980年8月） 3. 『わが指揮艦スパロー号』 ISBN 978-4150402532（1981年6月） 4. 『栄光への航海』 ISBN 978-4150402822（1982年4月） 5. 『南海に祖国の旗を』 ISBN 978-4150403065（1983年2月） 6. 『コーンウォールの若獅子』 ISBN 978-4150403409（1983年1月） 7. 『反逆の南太平洋』 ISBN 978-4150403942（1985年9月） 8. 『激闘、リオン湾』 ISBN 978-4150404697（1987年10月） 9. 『遥かなる敵影』 ISBN 978-4150404758（1987年12月） 10. 『不屈の旗艦艦長』 ISBN 978-4150405472（1989年8月） 11. 『白昼の近接戦』 ISBN 978-4150406073（1991年1月） 12. 『スペインの財宝船』 ISBN 978-4150406318（1991年8月） 13. 『提督ボライソーの初陣』 ISBN 978-4150406608（1992年5月） 14. 『危うし、わが祖国』 ISBN 978-4150407117（1993年10月） 15. 『孤高の提督旗』 ISBN 978-4150407391（1994年6月） 16. 『姿なき宿敵』 ISBN 978-4150407728（1995年5月） 17. 『栄光の艦隊決戦』 ISBN 978-4150407810（1995年9月） 18. 『急行せよ、カッター戦隊』 ISBN 978-4150407896（1996年1月） 19. 『最後の勝利者』 ISBN 978-4150408084（1996年7月） 20. 『大暗礁の彼方』 ISBN 978-4150408299（1997年2月） 21. 『復讐のインド洋』 ISBN 978-4150408626（1998年1月） 22. 『海軍大将ボライソー』 ISBN 978-4150409067（1999年2月） 23. 『聖十字旗のもとに』 ISBN 978-4150409326（1999年12月） 24. 『提督ボライソーの最期』 ISBN 978-4150409692（2000年11月） 25. 『決然たる出撃』 ISBN 978-4150410070（2002年3月） 26. 『難攻不落、アルジェの要塞』 ISBN 978-4150410292（2003年2月） 27. 『無法のカリブ海』 ISBN 978-4150410759（2005年1月） 28. 『若き獅子の凱歌』 ISBN 978-4150411046（2006年1月） - 以上ハヤカワ文庫版 |

## 原書、和書名、シリーズ番号、乗艦名など
| No. | 原書名                                                                  | 和書名                 | ボライソーシリーズ番号 | 鑑名                 | 艦種           | 砲門数 | 階級       | 年        |
| --- | ----------------------------------------------------------------------- | ---------------------- | ---------------------- | -------------------- | -------------- | ------ | ---------- | --------- |
|     |                                                                         |                        |                        | マンクスマン号       | 第3級戦列艦    | 80     | 士官候補生 | 1768-1772 |
| 01  | Richard Bolitho, Midshipman (士官候補生 リチャード・ボライソー)         | 若き獅子の船出         | 1                      | ゴルゴン号           | 第3級戦列艦    | 74     | 士官候補生 | 1772      |
| 02  | Midshipman Bolitho and the 'Avenger' (ボライソー候補生とアベンジャー号) | コーンウォールの若獅子 | 6                      | アヴェンジャー号     | カッター       | 10     | 士官候補生 | 1773      |
| 03  | Band Of Brothers(兄弟の絆)                                              | 若き獅子の凱歌         | 28                     | ホットスプール号     | 武装スクーナー | 14     | 士官候補生 | 1774      |
| 04  | Stand Into Danger(危地に向かって)                                       | スペインの財宝船       | 12                     | デスティニー号       | フリゲート     | 28     | 海尉       | 1774      |
| 05  | In Gallant Company(勇敢なる仲間とともに)                                | 革命の海               | 2                      | トロイヤン号         | 第3級戦列艦    | 80     | 海尉       | 1777      |
| 06  | Sloop Of War(スループ艦)                                                | わが指揮艦スパロー号   | 3                      | スパロー号           | スループ       | 18     | 海尉艦長   | 1778-1781 |
| 07  | To Glory We Steer(栄光へ向かって)                                       | 栄光への航海           | 4                      | ファラロープ号       | フリゲート     | 32     | 艦長       | 1782      |
| 08  | Command a King's Ship (御船の指揮官)                                    | 南海に祖国の旗を       | 5                      | アンディーン号       | フリゲート     | 32     | 艦長       | 1784      |
| 09  | Passage To Mutiny (反乱への航路)                                        | 反逆の南太平洋         | 7                      | テンペスト号         | フリゲート     | 36     | 艦長       | 1789      |
| 10  | With All Dispatch(急行)                                                 | 急行せよ、カッター戦隊 | 18                     | テーレマコス号       | カッター       | 12     | 戦隊指揮官 | 1792      |
| 10  | With All Dispatch                                                       | 急行せよ、カッター戦隊 | 18                     | スナップドラゴン号   | カッター       | 12     | 戦隊指揮官 | 1792      |
| 10  | With All Dispatch                                                       | 急行せよ、カッター戦隊 | 18                     | ウェイクフル号       | カッター       | 12     | 戦隊指揮官 | 1792      |
| 11  | Form Line of Battle!(戦列を組め!)                                       | 激闘、リオン湾         | 8                      | ハイペリオン号       | 第3級戦列艦    | 74     | 艦長       | 1793      |
| 12  | Enemy In Sight! (敵発見!)                                               | 遥かなる敵影           | 9                      | ハイペリオン号       | 第3級戦列艦    | 74     | 艦長       | 1793      |
| 13  | The Flag Captain (旗艦艦長)                                             | 不屈の旗艦艦長         | 10                     | ユーリアラス号       | 第1級戦列艦    | 100    | 旗艦艦長   | 1797      |
| 14  | Signal – Close Action! (信号-接近戦に備えよ!)                           | 白昼の近接戦           | 11                     | ライサンダー号       | 第3級戦列艦    | 74     | 戦隊司令官 | 1798      |
| 15  | The Inshore Squadron (内海戦隊)                                         | 提督ボライソーの初陣   | 13                     | ベンボウ号           | 第3級戦列艦    | 74     | 海軍少将   | 1800-1801 |
| 16  | A Tradition of Victory (勝利の伝統)                                     | 危うし、わが祖国       | 14                     | ベンボウ号           | 第3級戦列艦    | 74     | 海軍少将   | 1800-1801 |
| 17  | Success To The Brave (勇者への成功)                                     | 孤高の提督旗           | 15                     | アケイティーズ号     | 第3級戦列艦    | 64     | 海軍中将   | 1802      |
| 18  | Colours Aloft! (檣頭に旗を!)                                            | 姿なき宿敵             | 16                     | アルゴノート号       | 第3級戦列艦    | 74     | 海軍中将   | 1803      |
| 19  | Honour This Day (栄光の日)                                              | 栄光の艦隊決戦         | 17                     | ハイペリオン号       | 第3級戦列艦    | 74     | 海軍中将   | 1804-1805 |
| 20  | The Only Victor (ただ一人の勝利者)                                      | 最後の勝利者           | 19                     | トランキュラント号   | フリゲート     | 36     | 海軍中将   | 1806      |
| 20  | The Only Victor                                                         | 最後の勝利者           | 19                     | ブラック・プリンス号 | 第2級戦列艦    | 94     | 海軍中将   | 1806-1809 |
| 21  | Beyond The Reef (暗礁の彼方)                                            | 大暗礁の彼方           | 20                     | ブラック・プリンス号 | 第2級戦列艦    | 94     | 海軍中将   | 1806-1809 |
| 22  | The Darkening Sea (暗転海域)                                            | 復讐のインド洋         | 21                     | ヴァルキリー号       | フリゲート     | 42     | 海軍中将   | 1809-1810 |
| 23  | For My Country's Freedom (祖国の自由のために)                           | 海軍大将ボライソー     | 22                     | インドミタブル号     | フリゲート     | 44     | 海軍大将   | 1811-1813 |
| 24  | Cross of St George (聖ジョージの十字)                                   | 聖十字旗のもとに       | 23                     | インドミタブル号     | フリゲート     | 44     | 海軍大将   | 1811-1813 |
| 25  | Sword of Honour (栄誉の剣)                                              | 提督ボライソーの最期   | 24                     | フロビッシャー号     | 第3級戦列艦    | 74     | 海軍大将   | 1814      |